# Назинское сельское поселение
На́зинское се́льское поселе́ние — муниципальное образование в Александровском районе Томской области Российской Федерации.
Административный центр и единственный населённый пункт: село Назино.

## История
Статус и границы сельского поселения установлены Законом Томской области от 15 октября 2004 года № 227-ОЗ № 446-ОЗ О наделении статусом муниципального района, сельского поселения и установлении границ муниципальных образований на территории Александровского района.

## Население
| 2002 | 2010 | 2012 | 2013 | 2014 | 2015 | 2016 |
| ---- | ---- | ---- | ---- | ---- | ---- | ---- |
| 525  | ↘403 | ↘402 | ↘401 | ↘400 | ↘380 | →380 |
| 2017 | 2018 | 2019 | 2020 | 2021 |      |      |
| ↗383 | ↗390 | ↘387 | ↘375 | ↘314 |      |      |